# Jeff Widener

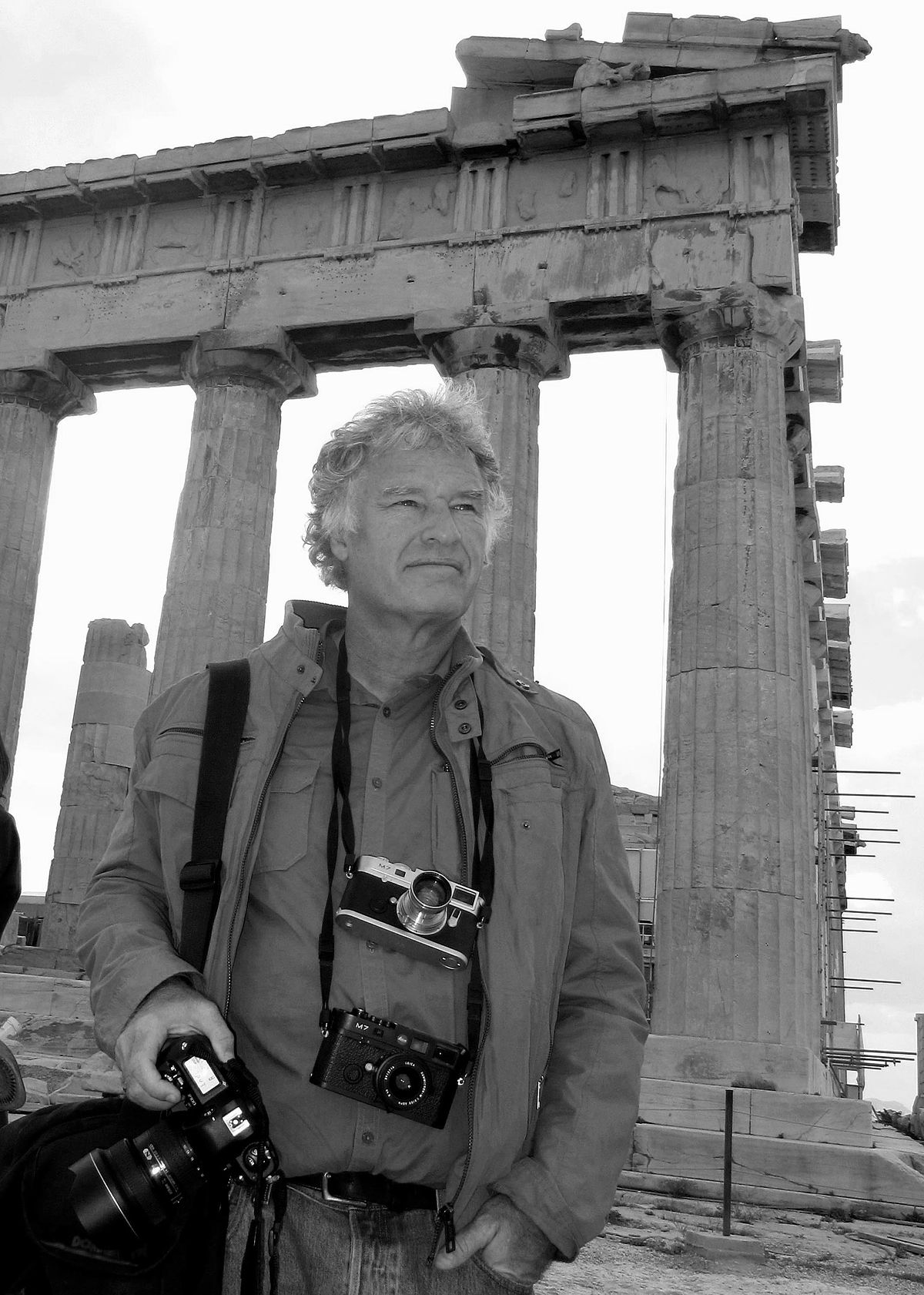
Jeff Widener

Jeff Widener, född 1956, är en amerikansk fotograf. Han har bland annat tagit tog bilden på Den okände rebellen 1989 under Massakern på Himmelska fridens torg i Peking. Bilden föreställer en ensam demonstrant som stoppar en kolonn av förbipasserande stridsvagnar i mer än en halvtimme.
Widener tog fotot från sjätte våningen på Beijing Hotel, 800 meter därifrån, med hjälp av ett 400mm-objektiv. Han blev senare nominerad till Pulitzerpriset för bilden.
Numera jobbar han som fotograf för The Honolulu Advertiser, Hawaiis största nyhetstidning.